# Насхорн
«Nashorn» («носорог»), полное название — 8.8 cm PaK 43/1 auf Geschützwagen III/IV (Sf) — германская самоходная артиллерийская установка (САУ) периода Второй мировой войны, класса противотанковых САУ, средняя по массе. Была создана в 1942 году, параллельно с САУ «Хуммель», выпускалось на шасси Geschützwagen III/IV, в котором одинаково широко использовались детали от PzKpfw III и PzKpfw IV. Предназначалась для борьбы с советскими тяжёлыми танками. До 27 января 1944 года называлась «Хорниссе» (нем. Hornisse — «шершень»). В системе обозначений германской бронетехники периода Второй мировой войны имела индекс Sd.Kfz. 164.
«Насхорн» производился серийно с весны 1943 года и практически до самого конца войны, всего было выпущено 494 САУ этого типа. «Насхорны» вплоть до конца войны активно использовались войсками. Недостатком САУ являлось лёгкое, противопульное бронирование, однако мощнейшая 88-мм пушка с лёгкостью могла поражать любой из участвовавших в боевых действиях танков противника. Дистанция поражения любого советского танка составляла до 1500 м.

## В массовой культуре

### Стендовый моделизм
Сборные пластиковые модели-копии САУ Насхорн в масштабе 1:35 выпускаются фирмами Dragon (Китай), Tamiya (Япония), AFV Club (Тайвань) и Border models (Китай)
Также компания Звезда (Россия) производит в масштабе 1/100